# 尚布莱-比西耶尔
尚布莱-比西耶尔（法語：Chambley-Bussières，法語發音：[ʃɑ̃blɛ bysjɛʁ]）是法国默尔特-摩泽尔省的一个市镇，属于布里埃区。

## 地理
尚布莱-比西耶尔（49°2'54"N, 5°53'55"E）面积19.25 平方千米，位于法国大東部大區默尔特-摩泽尔省，该省份为法国东北部内陆省份，是洛林的一部分，北邻比利时、卢森堡，北起顺时针与摩泽尔省、下莱茵省、孚日省和默兹省接壤。
与尚布莱-比西耶尔接壤的市镇（或旧市镇、城区）包括：戈尔兹、阿热维尔、翁维尔、皮克雪、圣于连莱戈尔兹、特龙维尔、瓦维尔、克松维尔、勒宗维尔-维永维尔。

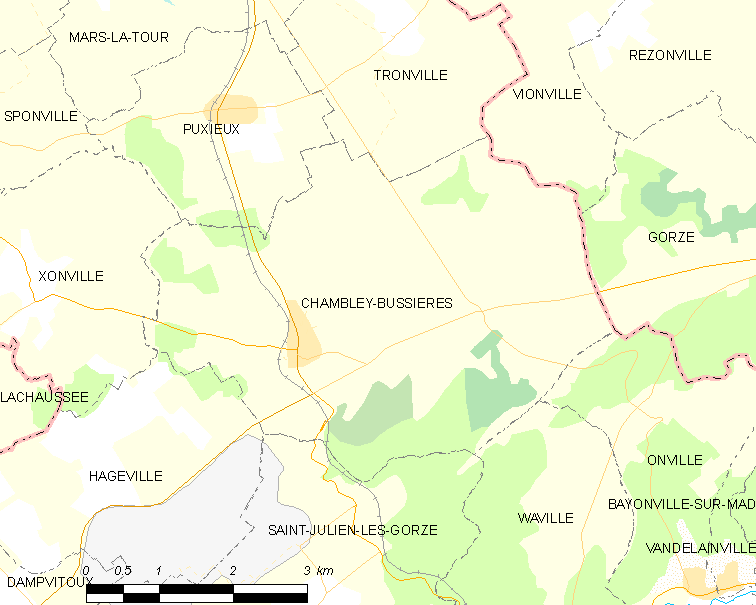
尚布莱-比西耶尔的OSM定位图

尚布莱-比西耶尔的时区为UTC+01:00、UTC+02:00（夏令时）。

## 行政
尚布莱-比西耶尔的邮政编码为54890，INSEE市镇编码为54112。

## 政治
尚布莱-比西耶尔所属的省级选区为雅尼县。

## 人口

1962-2008年间尚布莱-比西耶尔人口变化图示

尚布莱-比西耶尔于2022年1月1日时的人口数量为732人。